# Lego Ninjago
Lego Ninjago — серия тематических наборов конструкторов LEGO по мотивам мультсериала «Ниндзяго. Мастера Кружитцу», созданная в 2011 году, который длился 15 сезонов с 2011 по 2022 года. Является одним из флагманских брендов Lego Group. Разрабатывалась параллельно с одноимённым мультсериалом в качестве сопутствующей продукции. На середину 2025 года число наборов приближается к 600.
Концептуально серия во многом основана на ранних сборных моделях Lego Ninja, выпускавшихся в 1998—2000 гг., который, в свою очередь, входил в состав более обширной серии Lego Castle.

## Наборы
В наборы входят минифигурки персонажей, главные из которых — шестеро юных ниндзя под руководством мудрого сенсея, сражающиеся с силами тьмы, а также здания, техника, фрагменты локаций и прочие модели, знакомые по сюжету сериала. С каждым новым сезоном выходило несколько связанных наборов. В 2023 году для другого шоу по мотивам были представлены новые персонажи.
Наборы Ninjago наряду с шоу пользовались определённым успехом в первые два года своего существования вплоть до запланированного компанией прекращения производства в 2013 году. Однако возросшая популярность первого и второго сезонов сериала позволила продолжить выпуск с учётом спроса поклонников, и с тех пор линейка остаётся в производстве. Lego Group сделала серию одним из своих центральных проектов, она ориентирована в первую очередь на мальчиков-подростков. Впоследствии выпускались книги и видеоигры на основе персонажей, а также аттракционы в тематических парках. 14 января 2021 года серия Ninjago отпраздновала свое десятилетие, что сделало её одним из самых давних и успешных оригинальных брендов The Lego Group.

## Экранизации

### Ниндзяго. Мастера Кружитцу
Начал транслироваться в 2011 году. За время трансляции вышло 15 сезонов. Трансляция продолжалась до 2022 года.

### Лего Фильм: Ниндзяго
Третий по счёту фильм в Кинематографической вселенной LEGO, второй спин-офф в серии и первый, основанный на оригинальной линейке LEGO вышел в 2018 году.

### Ниндзяго: Восстание драконов
Начал транслироваться в 2023 году. За время трансляции вышло 3 сезона.

## Видеоигры
| Название                         | Дата выхода | Платформы                                         |
| -------------------------------- | ----------- | ------------------------------------------------- |
| Lego Battles: Ninjago            | 2011        | Nintendo DS                                       |
| Lego Ninjago: Nindroids          | 2014        | Nintendo 3DS, Playstation Vita                    |
| Lego Ninjago: Shadow of Ronin    | 2015        | Android, iOS, Nintendo 3DS, Playstation Vita      |
| The Lego Ninjago Movie Videogame | 2017        | Windows, Nintendo Switch, PlayStation 4, Xbox One |

Персонажи Lego Ninjago также появляются в других видеоиграх, которые не входят в основную франшизу. К ним относятся Lego Universe, The Lego Movie Videogame, Lego Dimensions, Lego Worlds, Lego Brawls и Lego Legacy: Heroes Unboxed.